# Мэн (графство)
Графство Мэн (фр. Comté du Maine) — французское средневековое графство. Его основу составило каролингское графство, составленное из земель епископства Ман с городами Ман (современный Ле-Ман) и Жюблен. Столицей его был город Ман.

## История

### Графство Мэн и герцогство Ман в раннее средневековье
Первым упомянутым графом Мэна был Роргон (Рорикон) I (умер в 839/840). Во второй половине IX века графство приобрело важное стратегическое значение в связи с нормандскими и бретонскими вторжениями. Потомки Роргона были вынуждены отражать их. В битвах с норманнами погибли несколько графов.
Параллельно с графством Мэн в VIII—IX веках существовало герцогство Ман (ducatus Cenomannicus), выделявшееся в качестве владения каролингским принцам. Возможно это герцогство представляло что-то вроде марки, объединявшее несколько графств, в том числе и графство Мэн. Оно располагалось в Нижней Нормандии до Сены. В 748 году майордом Пипин Короткий отдал это герцогство своему сводному брату Грифону. В 790 году Карл Великий передал его своему сыну Карлу Юному. Карл II Лысый и Людовик II Заика также были в молодости герцогами Мана. Погибший в 885 году граф Мэна Рагенольд также известен как Ragnoldus dux Cinnomanicus.
После гибели Рагенольда император Карл III Толстый назначил маркизом Нейстрии своего приближенного Генриха, а графство Мэн отдал Роже (умер в 900). Это назначение оспорил сын предшественника Рагенольда, Гозлен II. После смещения императора Карла Гозлен поддержал выбор королём Эда Парижского. В 893 году Эд сместил Роже и отдал Мэн Гозлену, но тот не смог удержать графство. В 895 году Роже вернул себе его обратно. Гозлен продолжал борьбу против Роже, а потом и его сына Гуго I (умер в 939/955), но в итоге помирился с Гуго и отдал за него дочь.

### Буферное графство между Нормандским герцогством и графством Анжу
После образования герцогства Нормандии в 913 году графство Мэн оказалось зажатым между ним и набирающим силу графством Анжу, правители которого постарались подчинить себе Мэн. Граф Гуго III дю Мэн был вынужден признать себя вассалом графов Анжу. Его сын, Герберт II, не имевший детей, признал своим наследником герцога Нормандии Вильгельма I, который в 1063 году, несмотря на противодействие местной знати, захватил графство. В качестве графа он посадил своего сына Роберта I Куртгёза.

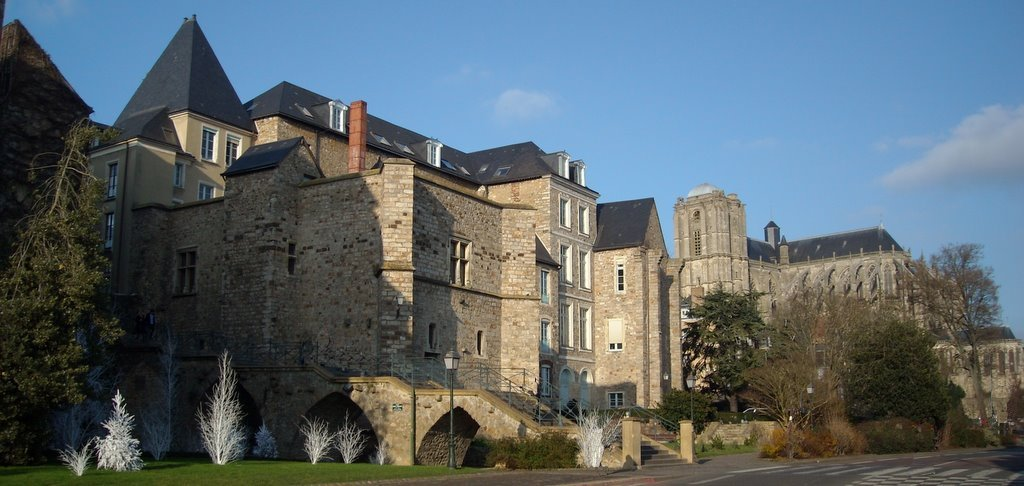
Графский дворец в Ле-Мане, где родился король Генрих II Плантагенет

Но местная знать продолжала бунтовать против Вильгельма, в чём её поддерживал граф Анжу Фульк IV Решен. В 1069 году графом Мэна был признан Гуго V д’Эсте (ум. 1097), сын Аццо II д’Эсте и Герсенды дю Мэн, внучки графа Герберта I. В 1093 году он продал Мэн своему кузену Эли I де Божанси (ум. 1110), сыну Ланселена де Божанси, сеньора де Ла Флеш, и Паулы дю Мэн, другой внучки графа Герберта I. Эли выдал свою дочь за графа Анжу Фулька V Молодого (1095—1143), который и унаследовал Мэн после смерти Эли в 1110 году. Король Англии и герцог Нормандии Генрих I Боклерк был вынужден признать это, но Фульк взамен признал себя вассалом Генриха по графству Мэн.
В 1151 году внук Фулька, Генрих II Плантагенет, объединил в своих руках Нормандию, Анжу и Мэн. В 1152 году он стал королём Англии.

### Капетингскийапанаж
В 1204 году король Франции Филипп II Август отобрал у короля Англии Иоанна Безземельного Нормандию, Анжу, Мэн и Турень, присоединив их к королевскому домену.

Герб графов дю Мэн при Капетингах

В 1246 году Анжу и Мэн были выделены как апанаж младшему брату короля Франции Людовика IX Святого, Карлу I Анжуйскому. Его сын, король Неаполя Карл II Хромой, передал в 1290 году Анжу и Мэн сыну короля Франции Филиппа III, Карлу Валуа (1270—1325), как приданое своей дочери Маргариты. Его сын, Филипп VI, став в 1328 году королём Франции, опять присоединил Анжу и Мэн к домену.
В 1350 году Анжу и Мэн были выделены как апанаж Людовику I Анжуйскому (1339—1384), сыну короля Иоанна II Доброго. Его потомки владели Анжу и Мэном до 1481 года, когда бездетный Карл V (1436—1481) завещал Анжу и Мэн королю Франции.

### Герцогство Мэн при Бурбонах
В 1670 году король Франции Людовик XIV сделал Мэн герцогством и выделил в качестве апанажа своему узаконенному внебрачному сыну от маркизы де Монтеспан, Луи-Огюсту де Бурбон (1670—1736).